# Приоритетный национальный проект «Жильё»

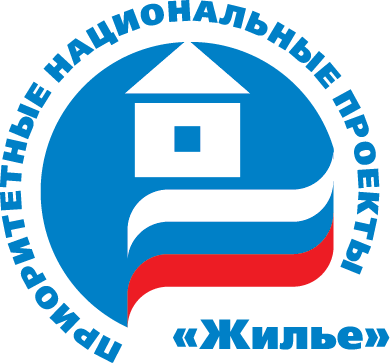
Официальный логотип Национального проекта «Жильё»

Национальный проект «Жильё» (проект «Доступное и комфортное жильё — гражданам России») — программа по улучшению жилищных условий граждан, объявленная Президентом Российской Федерации Владимиром Владимировичем Путиным 5 сентября 2005 года на его встрече с правительством, парламентом и главами регионов в рамках Программы приоритетных национальных проектов.
24 сентября 2008 года заместитель Председателя Правительства Российской Федерации Александр Жуков объявил о том, что проект будет «переформатирован» в государственную программу, реализация которой начнётся с 2009 года. Однако, на заседании Совета по реализации национальных проектов 24 декабря 2008 года статус проекта был сохранён (в Госпрограмму был переведён национальный проект «Развитие АПК»). По состоянию на начало 2013 года, формально национальный проект не отменён и был упомянут в послании Федеральному собранию Президента РФ Путина, но о существовании конкретных планов по его реализации ничего неизвестно. Координирующий проект орган (межведомственная рабочая группа) был ликвидирован в 2012 году.
Вместе с тем, 30 ноября 2012 года Правительство РФ утвердило государственную программу «Обеспечение доступным и комфортным жильём и коммунальными услугами граждан Российской Федерации» на 2013—2020 годы. Соответствующее распоряжение от 30 ноября 2012 г. № 2227-р подписано Премьер-министром РФ Дмитрием Медведевым. В тексте программы упоминается национальный проект «Жильё», как реализующийся с 2006 года. Прямо новая программа и национальный проект не взаимосвязаны, хотя по своему формату программа напоминает использовавшиеся документы по реализации национального проекта.

## Выступление Владимира Путина

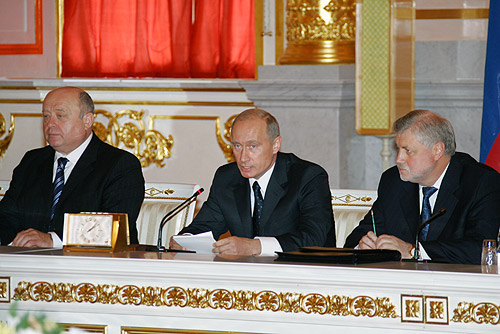
Выступление Владимира Путина 05 сентября 2005 года

В своём выступлении 5 сентября 2005 года Владимир Путин обозначил следующие задачи в отношении жилищной политики:
- увеличение объёма жилищного строительства к 2007 году по отношению к уровню 2004 года не менее чем на одну треть;
- выделение средств из бюджетов всех уровней на оснащение инженерной инфраструктуры земельных участков под жилищное строительство;
- завершение формирования нормативной базы, необходимой для выпуска ипотечных ценных бумаг;
- разработка механизма субсидирования ипотечных кредитов и значительно увеличение уставного капитала Агентства по ипотечному и жилищному кредитованию с предоставлением ему серьёзных государственных гарантий;
- обеспечение полноценного функционирования накопительной ипотечной системы для решения жилищных проблем военнослужащих;
- значительное увеличение расходов федерального бюджета на поддержку молодых семей, помощь решению жилищной проблемы молодых специалистов на селе;
- исполнение государственных обязательств по предоставлению жилья ветеранам войн и вооружённых конфликтов, чернобыльцам, инвалидам, другим категориям граждан

## Планы и реализация
На основе заявленных Президентом задач Правительством России был подготовлен ряд мер по их реализации. Основную ответственность за выполнение проекта Президент возложил на Правительство. Курировать национальные проекты, в том числе проект «Жильё», был назначен специально перешедший из Администрации Президента в Правительство вице-премьер Дмитрий Медведев.
21 октября 2005 года был создан Совет при Президенте Российской Федерации по реализации приоритетных национальных проектов, председателем Президиума которого также был назначен Дмитрий Медведев.
21 декабря 2005 года президиум Совета при Президенте РФ по реализации приоритетных национальных проектов протоколом № 2 утвердил «Направления, основные мероприятия и параметры приоритетного национального проекта „Доступное и комфортное жильё — гражданам России“» на первый этап его реализации (2006—2007 гг.)
В качестве главного механизма реализации проекта выступает федеральная целевая программа «Жилище» и предоставление субвенций субъектам Российской Федерации. 31 декабря 2005 года постановлением Правительства РФ была принята новая редакция Федеральной целевой программы «Жилище» с указанием того, что цели и задачи программы определяются целями и задачами приоритетного национального проекта «Доступное и комфортное жильё — гражданам России», поскольку Программа является основным инструментом его реализации.
30 декабря 2005 года Президент РФ своим распоряжением создал межведомственную рабочую группу по реализации приоритетного национального проекта «Доступное и комфортное жильё — гражданам России» при Совете при Президенте Российской Федерации по реализации приоритетных национальных проектов. Руководителем группы был назначен министр регионального развития РФ Владимир Яковлев. Согласно Федеральной программе «Жилище» межведомственная группа осуществляет общую координацию хода реализации программы «Жилище».

### 2006—2007 годы
В 2006—2007 приоритетными являлись пять направлений:
- увеличение объёмов ипотечного жилищного кредитования;
- повышение доступности жилья;
- увеличение объёмов строительства жилья и модернизация объектов коммунальной инфраструктуры;
- выполнение государственных обязательств по обеспечению жильём установленных категорий граждан.

Конкретными планами по реализации данных направлений стали:
- улучшение жилищных условий 69,5 тыс. молодым семьям;
- увеличение объёмов ежегодно выдаваемых ипотечных жилищных кредитов (в 2006 году объём выданных ипотечных кредитов составит 108 млрд руб., в 2007 году — 151 млрд рублей), а также снижение в 2006 году ставки по ипотечным кредитам до 12 % годовых в рублях, а в 2007 году — до 11 %;
- увеличение общего годового объёма ввода жилья в 2006 году на 4,3 млн кв.м. за счёт мероприятий проекта и на 7,8 млн кв. м. за счёт мероприятий проекта в 2007 году; а также увеличение доли частных инвестиций в коммунальном секторе до 20 % и снижение износа коммунальной инфраструктуры до 55 %.
- улучшение жилищных условий 76,2 тыс. семьями, включая ветеранов и инвалидов.

В 2007 году Правительство обнаружило дефицит промышленных мощностей для увеличения строительства жилья. По данным Росстата за девять месяцев 2007 года, темпы прироста строительства жилья составили 31 %, а рост производства стройматериалов — 11 %. По оценке «Евроцемент», ежегодный дефицит цемента в России составляет 20 млн тонн.

По заявлению заместителя директора департамента строительства АСР Сергея Фролова: 
Строительство доступного жилья и выход на контрольные цифры, обозначенные президентом, невозможны при столь высоком росте цен на цемент. Этот материал является важной составляющей в себестоимости квадратного метра жилья, и резко повышающиеся цены ставят строителей в сложное положение.
Объём ипотечного кредитования значительно превзошёл ожидания правительства — в 2006 г. он составил около 263,5 млрд рублей, а в 2007 г. вырос более чем в два раза, до 556,4 млрд рублей. Однако средневзвешенная ставка по рублёвым кредитам в 2007 году также была выше ожидаемой — 12,8 % при средневзвешенном сроке кредитования — 16 лет (в валюте — 11 % и чуть более 15 лет соответственно).
Годовой объём ввода жилья
- 2005 — 43,6 млн м²
- 2006 — 50,2 млн м² (рост на 6,6 млн м² при плане в 4,3 млн м²)
- 2007 — 60,9 млн м² (рост на 10,7 млн м² при плане в 7,8 млн м²)

### 2008 год
В 2008 году приоритетными являлись три направления:
- улучшение жилищных условий молодых семей[9];
- увеличение объёмов ипотечного жилищного кредитования;
- увеличение объёмов жилищного строительства.

Конкретными планами по реализации данных направлений стали:
- предоставление субсидий 50 тыс. молодых семей на приобретение жилья, оплату первоначального взноса при получении или на погашение ипотечного кредита на приобретение жилья или строительство индивидуального жилья;
- увеличение объёма ежегодно выдаваемых ипотечных жилищных кредитов до 600 млрд руб. в 2008 г., увеличение доли семей, имеющих возможность приобрести жильё, соответствующее стандартам обеспечения жилыми помещениями, с помощью собственных и заёмных средств до 25 %;
- увеличение годового объёма ввода жилья в 2008 г. до 72,5 млн м².

По данным заместителя Председателя Правительства Александра Жукова в 2008 году на реализацию проекта было выделено 90,5 млрд руб.
Объём ипотечного кредитования вырос до 630 млрд руб., превысив плановый показатель на 5 %.
Годовой объём ввода жилья
- 2008 — 63,8 млн м² (рост на 2,9 млн м² при плане в 11,6 млн м²)

28 февраля 2008 года Президент РФ переформировал Межведомственную рабочую группу по приоритетному национальному проекту «Доступное и комфортное жильё — гражданам России» и назначил её руководителем министра регионального развития РФ Дмитрия Козака. Однако через несколько месяцев в связи с уходом Дмитрия Козака с поста министра регионального развития состав группы снова пришлось менять, и 30 октября 2008 года её руководителем был назначен новый министр Виктор Басаргин.

### 2009—2012 годы
К последнему в 2008 году заседанию Совета по национальным проектам были подготовлены программа реализации проекта на 2009—2012 год. Основными направлениями проекта продекларированы:
- развитие массового жилищного строительства;
- государственная поддержка спроса на рынке жилья;
- повышение качества жилищного фонда, жилищных и коммунальных услуг.

Установленный план ввода жилья на 2009 год — 52 млн м², выход на показатели 2008 года ожидается лишь в 2012 году.
Самым затратным мероприятием в 2009 году станет увеличение уставного капитала АИЖК на 200 млрд рублей в рамках поддержки спроса на жильё. Включены в проект расходы на выполнение государственных обязательств по обеспечению жильём увольняемых военнослужащих, работников органов внутренних дел, граждан, выезжающих из районов Крайнего Севера, участников Великой Отечественной войны и других льготников. Выделяются деньги на переселение граждан из аварийного жилищного фонда, капитальный ремонт многоквартирных домов. Предусмотрены инвестиции в развитие и модернизацию инфраструктуры (коммунальной, социальной, инженерной).
В середине 2009 года на заседании Совета по национальным проектам направления реализации были уточнены. В частности, были изменены название направлений:
- «стимулирование развития жилищного строительства» вместо «развитие массового жилищного строительства»;
- «поддержка спроса на жильё, в том числе с помощью ипотечного жилищного кредитования» вместо «государственная поддержка спроса на рынке жилья»;
- «повышение качества жилищного фонда и коммунальной инфраструктуры» вместо «повышение качества жилищного фонда, жилищных и коммунальных услуг»;

а также из направления «государственная поддержка спроса на рынке жилья» было выделено отдельным пунктом следующее:
- выполнение государственных обязательств по обеспечению жильём отдельных категорий граждан.

Планы ввода жилья изменены не были.
Общая сумма планируемых расходов по проекту значительно выросла. Вместе с тем задача увеличения уставного капитала АИЖК на 200 млрд рублей на 2009 год уже не ставилась. Наиболее затратные мероприятия планировались по повышению доступности ипотечных жилищных кредитов, в том числе за счёт средств ОАО «АИЖК» и материнского (семейного) капитала (108,9 млрд руб.) в рамках поддержки спроса на жильё, по проведению капитального ремонта и модернизации многоквартирных домов (70 млрд рублей) в рамках повышения качества жилищного фонда и коммунальной инфраструктуры, по обеспечению жильём ветеранов Великой Отечественной войны (55,8 млрд рублей), совершенствованию механизмов использования государственных жилищных сертификатов (48,2 млрд рублей) и приобретению на первичном рынке жилья для военнослужащих (48 млрд рублей) в рамках выполнения государственных обязательств по обеспечению жильём отдельных категорий граждан, по расселению аварийного и ветхого жилищного фонда (41,5 млрд рублей) в рамках стимулирования развития жилищного строительства.
Годовой объём ввода жилья
- 2009 — 59,9 млн м²[15] (при скорректированном плане в 52 млн м²)
- 2010 — 58,1 млн м²[16] (при скорректированном плане в 53 млн м²)
- 2011 — 62,3 млн м²[17] (при скорректированном плане в 58 млн м²)
- 2012 — 65,2 млн м²[18] (при скорректированном плане в 65 млн м²)
- Итого за 2009—2012 — 245,5 млн м² (при скорректированном плане в 228 млн м²; фактические показатели превысили скорректированный план на 7,7 %)

Со второй половины 2009 года информация на сайте Совета при Президенте Российской Федерации по реализации приоритетных национальных проектов и демографической политике (https://rost.ru/) перестала обновляться. По состоянию на 10.02.2013 сайт rost.ru не открывается.
Осенью 2009 года Президент РФ Медведев расширил Межведомственную рабочую группу по приоритетному национальному проекту «Доступное и комфортное жильё — гражданам России» с 30 членов до 40, включив туда 17 новых членов и назначив нового заместителя руководителя — Александра Мишарина (в дополнение к Елене Батуриной и Сергею Круглику). В марте 2011 года Президент РФ сократил Межведомственную рабочую группу до 26 человек (из них 15 новых членов) и назначил её нового руководителя — первого заместителя председателя Правительства РФ Игоря Шувалова, Басаргин стал его единственным заместителем.
В июне 2012 года руководитель межведомственной группы Шувалов заявил, что проект «Доступное жильё» — как «брошенное дитя». По его словам, министерствам и ведомствам тема практически безразлична, хотя далеко не все чиновники живут в пятикомнатных квартирах.
31 августа 2012 года указом Президента РФ Владимира Путина Межведомственная рабочая группа по приоритетному национальному проекту «Доступное и комфортное жильё — гражданам России» была ликвидирована (в рамках формирования нового Совета при Президенте Российской Федерации по реализации приоритетных национальных проектов и демографической политике).
В своём послании Федеральному собранию в 2012 году избранный Президент России Владимир Путин из всех национальных проектов упомянул только проект «Жильё», заявив следующее:
На первом этапе реализации нацпроекта «Жильё» удалось создать условия для развития ипотеки. Объём ипотечных кредитов растёт в последние два года по 40-50 процентов в год. Это хороший показатель, но, прямо скажем, и это мы с вами тоже хорошо знаем, ипотекой пользуются в основном люди с доходами выше среднего. Остальным гражданам она пока не по карману.
Поэтому сейчас, на новом этапе, надо перейти к решению жилищного вопроса для более широких категорий граждан: молодых семей, специалистов социальной сферы, врачей, учителей, учёных, инженеров, принять меры по увеличению ввода доступного жилья экономкласса, а также значительно расширить возможности аренды жилья. В ряде регионов уже идут пилотные проекты, на базе которых отрабатываются различные формы поддержки рынка арендного жилья. Такое жильё должно быть доступно для работающего человека.
Подчеркну также, что в 2013—2014 годах мы полностью выполним свои обязательства по предоставлению жилья военнослужащим и ветеранам и значительно продвинемся в решении проблемы расселения аварийного жилья. В ближайшие годы из таких домов в новые квартиры должны переехать все граждане, которые признаны на 1 января 2012 года нуждающимися в улучшении жилищных условий в связи с аварийным состоянием их жилища.Владимир Путин

### 2013 год
В январе 2013 года Президент России Владимир Путин предложил первому вице-премьеру Игорю Шувалову организовать комиссию при президенте, координирующую работу по повышению доступности жилья. Позднее стало известно, что таким органом будет Совет при Президенте Российской Федерации по жилищной политике и повышению доступности жилья. Данный Совет был создан 27 июля 2013 года Указом Президента РФ, упоминания о национальном проекте «Жильё» в тексте Положения о Совете отсутствовали.

## Финансирование
В декабре 2005 года Министерство финансов РФ утвердило код бюджетной классификации для национального проекта «Жильё», совпадающий с расходами на реализацию мероприятий, предусмотренных вторым этапом Федеральной целевой программы «Жилище» на 2002—2010 годы (104 00 00). Начиная с 2008 года, упоминание национального проекта из соответствующего кода бюджетной классификации было убрано.
На первом этапе (2006—2007) реализации проекта из средств федерального бюджета было выделено 134,3 млрд руб., в том числе прямые расходы — 84,7 млрд руб. и государственные гарантии — 49,6 млрд руб. Однако планируется, что основной объём финансирования будет обеспечен внебюджетными источниками.

## Результаты
При успешной реализации проекта к 2010 году планировалось:
- Увеличение объёмов ввода нового жилья до 80 млн кв. м.;
- Увеличение с 9 до 30 % доли семей, способных приобрести жильё;
- Увеличение объёмов ипотечного жилищного кредитования (до 415 млрд руб.);
- Содействовать в приобретении или строительстве жилья 181,7 тыс. молодых семей;
- Совершенствование нормативной правовой базы;
- Повышение качества коммунальных услуг, снижение уровня износа основных фондов предприятий ЖКХ с 60 до 50 %.

Фактические результаты:
- Ввод жилья в 2010 году составил 58,1 млн м²[16];
- Доля семей, способных приобрести жильё в 2010 году (с помощью собственных и заёмных средств) — 19,8 %[32];
- Объёмы ипотечного жилищного кредитования в 2010 году — 379,4 млрд руб[33].
- Уровень износа фондов не снизился и к 2011 году по-прежнему составлял 60 %[34].

По данным показателям реализацию проекта (как он задумывался изначально) нельзя назвать успешной.

## Сноски и источники
1. ↑  С 2009 года приоритетные национальные проекты станут госпрограммами // Официальный сайт «Приоритетные национальные проекты», 25.09.2008 Архивная копия от 24 ноября 2011 на Wayback Machine (проверено 05.10.2008)
2. ↑  См. Постановление Правительства РФ от 31 декабря 2005 г. № 865 «О дополнительных мерах по реализации федеральной целевой программы „Жилище“ на 2002—2010 годы»
3. ↑  См. Распоряжение Президента Российской Федерации от 30 декабря 2005 г. № 629-рп о межведомственных рабочих группах при Совете при Президенте Российской Федерации по реализации приоритетных национальных проектов.
4. ↑  Направления, основные мероприятия и параметры приоритетного национального проекта «Доступное и комфортное жильё — гражданам России» (утверждены президиумом Совета при Президенте РФ по реализации приоритетных национальных проектов) Архивная копия от 3 июня 2022 на Wayback Machine (проверено 06.12.2008)
5. ↑  Нехватка цемента тормозит реализацию нацпроекта «Доступное жильё», dailystroy.ru, 31.10.2007. Дата обращения: 29 апреля 2020. Архивировано 13 марта 2016 года.
6. ↑  «Анатомия здания: Битва за стандарты», «Ведомости», 22.10.2007, № 199 (1973). Дата обращения: 7 октября 2019. Архивировано из оригинала 4 сентября 2008 года.
7. ↑  Объём выдачи ипотечных кредитов в России в 2007 г. достиг 560 млрд рублей Архивная копия от 1 апреля 2010 на Wayback Machine (проверено 06.12.2008)
8. ↑  Направления, основные мероприятия и параметры реализации приоритетных национальных проектов, мероприятий демографической политики и программы газификации регионов Российской Федерации в 2008 году Архивная копия от 21 января 2022 на Wayback Machine (проверено 06.12.2008)
9. ↑  Как стать участником программы «Молодой семье — доступное жильё» Архивная копия от 18 ноября 2011 на Wayback Machine (проверено 08.10.2009)
10. ↑  Почти 265 миллиардов рублей было направлено на финансирование нацпроектов в 2008 году Архивная копия от 24 ноября 2011 на Wayback Machine (проверено 10.04.2009)
11. ↑  См. Распоряжение Президента Российской Федерации от 28 февраля 2008 г. № 104-рп «Об утверждении состава межведомственной рабочей группы по приоритетному национальному проекту „Доступное и комфортное жильё — гражданам России“ при Совете при Президенте Российской Федерации по реализации приоритетных национальных проектов и демографической политике».
12. ↑  См. Распоряжение Президента Российской Федерации от 30 октября 2008 г. № 645-рп «О внесении изменений в состав межведомственной рабочей группы по приоритетному национальному проекту „Доступное и комфортное жильё — гражданам России“ при Совете при Президенте Российской Федерации по реализации приоритетных национальных проектов и демографической политике, утверждённый распоряжением Президента Российской Федерации от 28 февраля 2008 г. № 104-рп».
13. ↑  Программы реализации приоритетных национальных проектов «Образование», «Здоровье», «Доступное и комфортное жильё – гражданам России» на 2009–2012 годы (doc). Официальный сайт Совета при Президенте России по реализации приоритетных национальных проектов и демографической политике www.rost.ru. Дата обращения: 10 апреля 2009. Архивировано 27 февраля 2012 года.
14. ↑  Уточнённые направления реализации приоритетного национального проекта «Доступное и комфортное жильё – гражданам России» на 2009-2012 годы (doc). Официальный сайт Совета при Президенте России по реализации приоритетных национальных проектов и демографической политике www.rost.ru. Дата обращения: 9 марта 2010. Архивировано 27 февраля 2012 года.
15. ↑  Строительство в России - 2010 г. Раздел 5.1. Ввод в действие жилых домов. Федеральная служба государственной статистики РФ (2010). Дата обращения: 7 августа 2011. Архивировано 11 сентября 2011 года.
16. 1 2  Основные показатели инвестиционной и строительной деятельности в Российской Федерации - 2011 год. Строительство жилых домов в 2010 году. Федеральная служба государственной статистики РФ (2011). Дата обращения: 7 августа 2011. Архивировано 29 апреля 2015 года.
17. ↑  О жилищном строительстве в Российской Федерации  в 2011 году. Федеральная служба государственной статистики РФ (2012). Дата обращения: 10 февраля 2013. Архивировано 12 января 2013 года.
18. ↑  Строительство жилых домов по субъектам Российской Федерации в январе-декабре 2012  года (xls). Федеральная служба государственной статистики РФ (7 февраля 2013). Дата обращения: 10 февраля 2013. Архивировано 11 февраля 2013 года.
19. ↑  Александра Пономарёва. «Удовлетворительно». "Московские новости" (mn.ru) (18 апреля 2012). Дата обращения: 10 февраля 2013. Архивировано 11 февраля 2013 года.
20. ↑  Сайт "большого правительства" заполняется прошлогодним мусором. "Независимая" (ng.ru) (17 ноября 2011). Дата обращения: 10 февраля 2013. Архивировано 20 декабря 2011 года.
21. ↑  См. Распоряжение Президента Российской Федерации № 635-рп от 30.09.2009 «Об утверждении состава межведомственной рабочей группы по приоритетному национальному проекту „Доступное и комфортное жильё — гражданам России“ при Совете при Президенте Российской Федерации по реализации приоритетных национальных проектов и демографической политике»
22. ↑  См. Распоряжение Президента Российской Федерации № 190-рп от 28.03.2011 «О межведомственных рабочих группах при комиссии при Президенте Российской Федерации по реализации приоритетных национальных проектов и демографической политике»
23. ↑  Шувалов: Нормальная цена доступного жилья - 30-35 тысяч рублей за квадратный метр. BaltInfo (www.baltinfo.ru) (22 июня 2012). Дата обращения: 10 февраля 2013. Архивировано 11 февраля 2013 года.
24. ↑  См. Указ Президента Российской Федерации № 1248 от 31.08.2012 «О Совете при Президенте Российской Федерации по реализации приоритетных национальных проектов и демографической политике»
25. ↑  Путин В. В. Послание Президента Федеральному Собранию. kremlin.ru (12 декабря 2012). Дата обращения: 10 февраля 2013. Архивировано 11 февраля 2013 года.
26. ↑  В.Путин предложил И.Шувалову организовать комиссию, координирующую работу по повышению доступности жилья. RBC.ru (23 января 2013). Дата обращения: 10 февраля 2013. Архивировано 2 мая 2014 года.
27. ↑  Владимир Путин. Перечень поручений по итогам заседания Комиссии по мониторингу достижения целевых показателей социально-экономического развития России. kremlin.ru (13 февраля 2013). Дата обращения: 16 февраля 2013. Архивировано 26 февраля 2013 года.
28. ↑  Создан Совет при Президенте по жилищной политике и повышению доступности жилья. kremlin.ru (29 июля 2013). Дата обращения: 30 апреля 2014. Архивировано 9 августа 2013 года.
29. ↑  См. Приказ Минфина РФ от 21 декабря 2005 г. № 152н «Об утверждении Указаний о порядке применения бюджетной классификации Российской Федерации» (с изменениями от 1, 30 марта, 20 июля, 25 августа, 22 сентября, 31 октября 2006 г.), Приказ Минфина РФ от 8 декабря 2006 г. № 168н «Об утверждении Указаний о порядке применения бюджетной классификации Российской Федерации» (с изменениями от 9 февраля, 10 апреля, 27 июня, 21 августа, 9, 18 октября, 15 ноября, 11 декабря 2007 г.)
30. ↑  См. Приказ Минфина РФ от 24 августа 2007 г. № 74н «Об утверждении Указаний о порядке применения бюджетной классификации Российской Федерации» (с изменениями от 29 декабря 2007 г., 28 января, 28 марта, 10 июня, 7, 14 августа, 5 сентября 2008 г.), Приказ Минфина РФ от 25 декабря 2008 г. № 145н «Об утверждении Указаний о порядке применения бюджетной классификации Российской Федерации»
31. ↑  Приоритетный национальный проект «Доступное и комфортное жильё — гражданам России». Агентство недвижимости "Prime Realty" (www.prime-realty.ru) (2007). Дата обращения: 6 марта 2013. Архивировано из оригинала 31 декабря 2011 года.
32. ↑  Наталия Биянова (Ведомости). Утроение ипотеки // Ведомости. www.ahml.ru (Интернет-сайт Агентства по ипотечному жилищному кредитованию) (24 августа 2011). Дата обращения: 24 сентября 2011. Архивировано 27 февраля 2012 года.
33. ↑  Аналитический центр АИЖК. Рынок жилья и ипотечного кредитования: итоги 2010 года (pdf) (3 января 2011). Дата обращения: 24 сентября 2011. Архивировано из оригинала 27 февраля 2012 года.
34. ↑  Центр муниципальной экономики и права. Заместитель главы Минрегиона Анатолий Попов о законодательном регулировании в ЖКХ (3 января 2011). Дата обращения: 14 февраля 2012. Архивировано 4 марта 2016 года.